# (73965) 1997 XF5
(73965) 1997 XF5 – planetoida z pasa głównego asteroid okrążająca Słońce w ciągu 5,66 lat w średniej odległości 3,17 j.a. Odkryta 6 grudnia 1997 roku.